# Бьюсик, Курт
Курт Бьюсик (англ. Kurt Busiek; род. 16 сентября 1960, Бостон, Массачусетс, США) — американский автор комиксов.

## Ранние годы
Бьюсик родился в Бостоне. Рос в разных его пригородах, в том числе в Лексингтоне, где подружился с будущим создателем комиксов Скоттом Макклаудом. В детстве Курт не читал комиксы, поскольку его родители не одобряли их.

## Личная жизнь
Курт женат на Энн Бьюсик.

## Награды
- 1998 — Harvey Award — Best Writer[3]
- 1998 — Comics Buyer’s Guide Awards — Favorite Writer[4]
- 1999 — Eisner Award — Best Writer[5]
- 1999 — Comics Buyer’s Guide Awards — Favorite Writer[6]
- 2010 — Inkpot Award[7]